# 文浩正
文浩正（1977年—）（Jonathan Man）是一名香港律師，又因其外型被稱為熊本熊。文律師以人權相關官司為主，自2005年起在何謝韋律師事務所執業，目前為何謝韋律師事務所的合伙人。
文浩正早年畢業於香港中文大學會計系，後先後取得香港大學法律學證書和法學碩士（中國法）。2010年發生的馬尼拉人質事件，文浩正亦立刻與死傷者家屬前往馬尼拉，希望能為他們向當地司法部爭取賠償，以還家屬一個公道。文浩正在2013年愛德華·斯諾登匿藏香港期間擔任其代表律師，因而聞名。2019年，文浩正有份協助劉康處理BB彈槍案件上訴，最終此案件上訴得直。
文浩正參與不少義務律師工作，包括被捕後的支援。曾代表多位世界知名的社運人仕，包括雙學三子、黃之鋒、周庭、李柱銘、吳靄儀、梁國雄等，並曾為無數年輕抗爭者辯護。